# Guerra laconica
La guerra laconica, chiamata anche Guerra contro Nabide, del 195 a.C. fu combattuta tra la città-stato di Sparta e una coalizione composta da Repubblica romana, Lega achea, Regno di Macedonia, Rodi e Regno di Pergamo.
Durante la seconda guerra macedonica (200-196 a.C.) la Macedonia aveva concesso a Sparta il controllo su Argo, un'importante città sulla costa egea del Peloponneso; la prosecuzione del controllo di Sparta su Argo fu usato dai Romani e dai loro alleati come casus belli. La coalizione anti-spartana assediò Argo, catturò la base navale spartana di Gytheio e presto investì e assediò Sparta stessa. Alla fine, le negoziazioni portarono alla pace secondo i termini romani, che prevedevano che Argo e le città costiere della Laconia fossero liberate dal controllo spartano e gli Spartani fossero obbligati a pagare una indennità di guerra a Roma per i successivi otto anni. Argo entrò nella Lega achea e le città laconiche furono poste sotto protezione achea.
Come risultato della guerra, Sparta perse la propria posizione egemonica in Grecia: tutti i successivi tentativi spartani di recuperare le perdite fallirono e Nabide, ultimo re spartano effettivamente sovrano, fu alla fine assassinato. Poco dopo, Sparta fu obbligata a diventare membro della Lega achea, sua precedente rivale, ponendo fine a diversi secoli di fiera indipendenza.

## Contesto storico

### Antefatti
Per lungo tempo, Sparta era stata governata da due re, uno appartenente alla dinastia euripontide e uno della dinastia agiade; tale sistema era caduto quando, nel 227 a.C., il re agiade Cleomene III uccise quattro dei cinque efori (le guardie della costituzione) e depose, forse assassinandolo, il re collega euripontide Archidamo V e lo sostituì con il proprio fratello Euclida, agiade, ma regnante sul trono euripontide.
I due fratelli iniziarono delle riforme sociali e ricevettero dei finanziamenti dall'Egitto tolemaico per riformare e rafforzare l'esercito spartano sul modello macedone. Questa minaccia all'egemonia macedone in Grecia fu eliminata dagli Antigonidi (i sovrani macedoni) nella battaglia di Sellasia, e i Tolomei smisero di inviare finanziamenti agli Spartani. Dall'esilio di Cleomene III, nel 222 a.C., al 219 a.C. Sparta fu una repubblica; in quell'anno furono eletti re l'agiade Agesipoli III e l'euripontide Licurgo.
Licurgo depose Agesipoli nel 215 a.C., ma questi per anni tentò di riprendere il trono, guidando anche una forza composta da esiliati spartani nella guerra romano-spartana. Licurgo regnò da solo fino alla sua morte, avvenuta nel 210 a.C.: suoi successori furono suo figlio Pelope e il tiranno Macanida, che non aveva origini regali; i due regnarono insieme fino al 207 a.C., quando Macanida fu ucciso da Filopemene nella battaglia di Mantinea.

### Nabide conquista il potere a Sparta
Dopo la morte nel 207 a.C. del reggente spartano Macanida, avvenuta in battaglia contro la Lega achea, Nabide rovesciò il re euripontide Pelope col sostegno di un esercito mercenario e si pose sul trono, affermando di essere il discendente del re euripontide Demarato. Già in questo periodo la tradizionale costituzione di Licurgo aveva perso il suo significato e Sparta era dominata da un gruppo di suoi vecchi mercenari. Polibio descrive le forze di Nabide come «un'accozzaglia di assassini, ladri, borseggiatori e predoni». Nel 205 a.C., Nabide firmò un trattato di pace con Roma, ma nel 201 a.C. attaccò il territorio di Messene, che Sparta aveva controllato fino alla metà del IV secolo a.C.: gli Spartani conquistarono Messene, ma furono presto allontanati dall'esercito di Megalopoli comandato da Filopemene. In seguito subirono una schiacciante sconfitta nella battaglia di Tegea e Nabide fu obbligato a procrastinare le sue mire espansionistiche.
Durante la seconda guerra macedonica, Nabide ebbe un'altra occasione di espandersi. Filippo V di Macedonia gli offrì la città di Argo se Sparta avesse abbandonato la coalizione romana e si fosse schierata con l'alleanza macedone. Nabide accettò e ottenne il controllo di Argo; quando fu chiaro che la guerra sarebbe andata male per i Macedoni, Nabide ritornò nella coalizione romana e inviò 600 mercenari cretesi a sostegno dell'esercito romano. Filippo fu poi definitivamente sconfitto dai Romani nella battaglia di Cinocefale, ma Sparta mantenne il controllo di Argo. Dopo la guerra l'esercito romano non si ritirò dalla Grecia, ma invece distribuì delle guarnigioni in luoghi strategici della regione per proteggere i propri interessi.

### Riforme di Nabide
In cambio del suo aiuto nella guerra, Roma riconobbe il controllo di Nabide sulla polis di Argo; Nabide, che era già re di Sparta, fece la propria moglie Apia sovrana di Argo, sua città natale. Successivamente, Apia e Nabide confiscarono grandi proprietà alle famiglie delle due città, torturando coloro che opponevano resistenza; molta della terra confiscata fu poi distribuita a quegli iloti (i servi della società dorica) che erano leali a Nabide.
Avendo così aumentato sia i propri possedimenti territoriali che la propria ricchezza, Nabide iniziò a trasformare il porto di Gytheio in un importante arsenale navale e fortificò Sparta. I suoi alleati cretesi avevano già il permesso di mantenere basi navali in territorio spartano, dalle quali praticavano la pirateria.
L'ingrandimento della flotta permise anche ai poveri di partecipare, in qualità di rematori, alla spartizione dei profitti. Ciò nondimeno, per le circostanze in cui si sviluppò, l'aumento delle capacità navali del porto di Gytheio preoccupò gli stati che si affacciavano sul Mar Egeo e la Repubblica romana.
Il potere di Nabide traeva forza dalle sue riforme sociali e dalla ricostruzione delle forze armate spartane, tradizionalmente basate sulla leva degli Spartiati (cittadini che godevano di tutti i diritti) e dei Perieci (una classe di non-cittadini liberi della Laconia), rinforzati da Iloti armati alla leggera. Pari a diverse migliaia ai tempi delle guerre persiane (V secolo a.C.), il numero di spartiati si era ridotto a poche centinaia ai tempi di Cleomene III, in quanto era molto semplice perdere la cittadinanza spartanta, ma molto difficile acquisirla; di conseguenza era difficile mettere in campo un esercito oplitico senza schierare mercenari o iloti liberati.
Per questo motivo Cleomene incrementò il numero degli Spartiati e fece maggior affidamento nelle operazioni su falangiti di tipo macedone, armati più alla leggera. Molti di questi Spartani da poco cittadini morirono però nella battaglia di Sellasia, mentre le politiche di Nabide esiliarono i restanti. Non essendo più disponibile un numero sufficiente di soldati armati pesantemente, la potenza militare di Sparta declinò: l'intento delle riforme di Nabide fu allora quello di ricreare una classe di leali sudditi in grado di prestare servizio militare come falangiti (armati cioè con una lancia più lunga di quella degli opliti, ma che necessitavano di una panoplia molto meno costosa di quella oplitica).
Con la liberazione degli Iloti schiavi, Nabide fece una delle più rilevanti azioni politiche della storia spartana. La prevenzione delle rivolte degli Iloti era stata la preoccupazione principale della politica estera spartana, limitandone l'influenza alle poleis circostanti; la liberazione degli Iloti rimosse un pilastro ideologico centrale dello stato sociale spartano e un limite per l'espansione militare spartana. Gli Iloti liberati ricevettero delle terre da Nabide e furono sposati alle ricche mogli degli spartiati esiliati e alle vedove dell'aristocrazia, i cui mariti erano stati uccisi per ordine di Nabide.

## Conflitto

### Preparativi

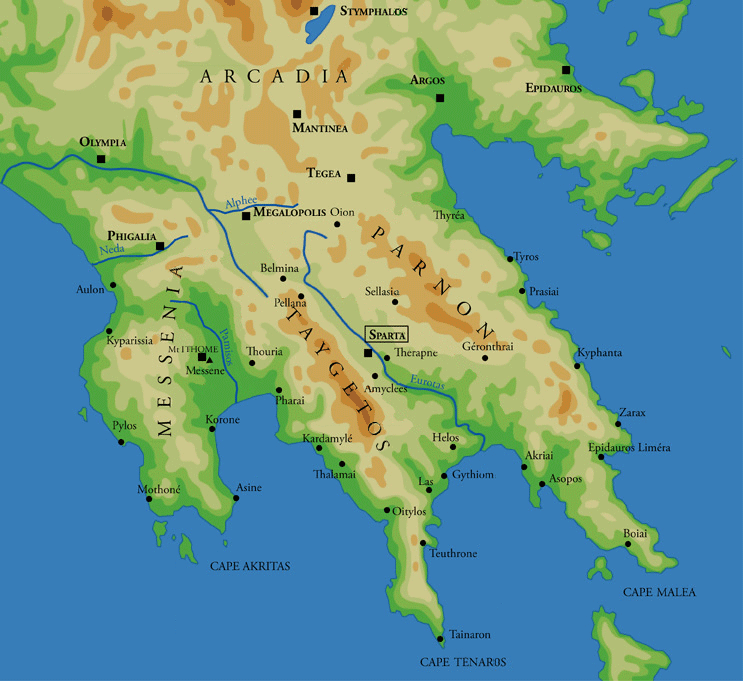
Mappa del Peloponneso meridionale.

La Lega achea era insoddisfatta della permanenza di uno dei suoi membri sotto l'occupazione spartana e convinse i Romani a riconsiderare la loro decisione di mantenere intatti gli ampliamenti territoriali di Sparta. Non essendo nell'interesse romano lasciare una Sparta forte e riorganizzata dopo il loro abbandono della Grecia, i Romani accondiscesero alle richieste achee.
Nel 195 a.C., Tito Quinzio Flaminino, comandante romano in Grecia, convocò un consiglio degli stati greci a Corinto allo scopo di discutere l'eventualità di una dichiarazione di guerra contro Nabide. Tra gli stati partecipanti al consiglio vi furono la Lega etolica, il Regno di Macedonia, il Regno di Pergamo, la Repubblica romana, Rodi, la Tessaglia e la Lega achea. Tutti i presenti propendevano per la guerra, tranne la Lega etolica e la Tessaglia, che volevano che i Romani abbandonassero la Grecia immediatamente. Entrambi questi stati si offrirono di tentare la via diplomatica con Nabide, ma furono ostacolati dalla Lega achea, la quale non intendeva accettare una possibile crescita del potere della Lega etolica. Lo storico moderno Erich Gruen ha proposto che i Romani abbiano usato la guerra come una scusa per mantenere alcune legioni in Grecia per impedire agli Spartani e alla Lega etolica di allearsi al sovrano seleucide Antioco III in caso di una sua invasione della Grecia.
Flaminino inviò un messaggero a Sparta, chiedendo a Nabide di restituire Argo alla Lega achea o di fronteggiare una guerra contro Roma e i suoi alleati greci; Nabide respinse l'ultimatum di Flaminino, e 40 000 soldati romani, oltre agli alleati greci, avanzarono verso il Peloponneso: a Cleonae i Romani di Flaminino si congiunsero con 10 000 fanti e 1 000 cavalieri della Lega achea sotto il comando di Aristeneo e si diressero su Argo.
Nabide aveva incaricato il proprio cognato, l'argivo Pitagora, del comando della guarnigione di 15 000 uomini di Argo. Mentre i Romani e la Lega achea avanzavano verso la città, un giovane argivo di nome Damocles cercò di fomentare una rivolta contro il contingente spartano: con alcuni seguaci, si mise nel foro cittadino ed esortò gli argivi a ribellarsi agli Spartani. La rivolta non si materializzò e Damocles, con molti dei suoi sostenitori, furono circondati e uccisi dagli Spartani della guarnigione.
Alcuni sopravvissuti del gruppo di Democle fuggirono dalla città e raggiunsero il campo di Flaminino, cui suggerirono che se avesse mosso il proprio campo più vicino alle porte cittadine, gli Argivi si sarebbero ribellati agli Spartani. Il comandante romano inviò la propria fanteria leggera e la cavalleria in esplorazione, per trovare il luogo adatto per il nuovo campo. Il gruppo fu scoperto da alcune truppe spartane, che uscirono dalle porte e schermagliarono con i Romani a poca distanza dalle mura, ma questi costrinsero gli Spartani a ritirarsi in città.
Flaminino mosse il proprio campo nel luogo dove era avvenuta la schermaglia. Per un giorno, attese che gli Spartani lo attaccassero, ma questo non avvenne e Flaminino convocò allora un consiglio per decidere se stringere o meno d'assedio Argo; tutti i comandanti greci, ad eccezione di Aristeneo, concordarono che si doveva attaccare la città, la cui cattura era l'obiettivo primario della guerra; al contrario, Aristeneo sosteneva che fosse necessario colpire direttamente Sparta e la Laconia. Flaminino concordò con Aristeneo e l'esercito alleato marciò su Tegea, in Arcadia. Il giorno successivo Flaminino avanzò su Caryae, dove fu velocemente raggiunto dal rinforzo degli ausiliari alleati: questi erano costituiti da un contingente di esiliati spartani guidati da Agesipoli III (il legittimo re di Sparta rovesciato venti anni prima dal primo tiranno di Sparta, Licurgo), e da 1 500 fanti macedoni e 400 cavalieri tessali inviati da Filippo. Giunsero anche notizie sullo sbarco sulle spiagge laconiche di diverse flotte alleate: una flotta romana di quaranta navi guidata da Lucio Quinzio Flaminino; una flotta di Rodi di diciotto navi e guidata da Sosila, il quale sperava che una vittoria su Nabide avrebbe interrotto la pirateria che infestava quei luoghi; una flotta del Regno di Pergamo di quaranta navi e guidata da re Eumene II, il quale intendeva guadagnarsi la protezione romana in caso di attacco di Antioco III.

### Campagna laconica

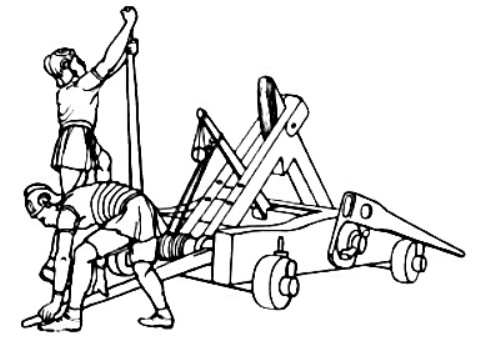
Questa piccola macchina da assedio, l'onagro, era più economica e più facile da costruire della balista. La sua funzione era simile a quella del lithobolos (una sorta di ballista che lanciava pietre), ma i tiri erano meno precisi. Ad ogni modo, le pietre erano lanciate contro le sovrastrutture delle mura, per distruggerle e per ucciderne i difensori prima dell'attacco alle mura fosse lanciato.

Nabide ordinò la leva di 10 000 cittadini per il suo esercito, assoldando altri 1 000 mercenari cretesi. Gli alleati cretesi di Nabide, che ottenevano profitti dallo sfruttamento delle basi navali sul suo territorio, inviarono 1 000 soldati scelti in aggiunta ai 1 000 che avevano già inviato in aiuto di Sparta. Temendo che l'avvicinarsi dei Romani potesse incoraggiare i suoi sudditi a ribellarsi, Nabide decise di terrorizzarli ordinando la morte di ottanta prominenti cittadini. Quando Flaminino lasciò la sua base e discese su Sellasia, gli ausiliari di Nabide attaccarono di sorpresa le truppe romane intente nella preparazione del campo; l'attacco indusse uno stato di confusione tra gli alleati, ma quando il grosso delle coorti legionarie giunse sul luogo, gli Spartani si ritirarono in città. Mentre i Romani avanzavano oltre Sparta nel loro viaggio verso monte Menelao, i mercenari di Nabide attaccarono alle spalle gli alleati, ma il comandante alleato della retroguardia, Appio Claudio, raccolse le proprie truppe e forzò i mercenari a ritirarsi dietro le mura cittadine, infliggendo loro nel frattempo pesanti perdite.
L'esercito alleato procedette allora fino ad Amyclae, da dove usciva a saccheggiare i dintorni. Nel frattempo, Lucio Quinzio Flaminino accettava la resa volontaria di diverse città costiere della Laconia. Gli alleati avanzarono fino al maggiore centro della zona, il porto e arsenale navale spartano di Gytheio. La flotta alleata giunse mentre le forze terrestri attaccavano la città: malgrado i marinai delle tre flotte costruissero in pochi giorni macchine da assedio che inflissero gravi danni alle mura cittadine, la guarnigione riuscì a resistere.
Finalmente Dexagoridas, uno dei due comandanti della guarnigione, inviò un messaggio al legatus romano informandolo che era disposto ad arrendersi e a cedere la città, ma questa soluzione non potè attuarsi in quanto l'altro comandante, Goropas, la scoprì e uccise Dexagoridas con le proprie mani. Goropas continuò a resistere fieramente finché Flaminino non giunse con altri 4 000 soldati appena radunati: i Romani rinnovarono gli attacchi e Goropas fu costretto ad arrendersi, sebbene riuscisse ad ottenere la garanzia che la sua guarnigione e lui stesso non sarebbero stati toccati e che avrebbero potuto tornare a Sparta.

### Assedio di Sparta
Durante l'assedio di Gytheio, Pitagora aveva raggiunto Nabide a Sparta, portando con sé 3 000 uomini da Argo. Quando Nabide scoprì che Gytheio si era arresa, decise di inviare un messaggero a Flaminino per aprire i negoziati e discutere i termini della pace. L'offerta di Nabide prevedeva il ritiro della guarnigione spartana da Argo e la restituzione ai Romani di tutti i disertori e i prigionieri; Flaminino convocò un consiglio di guerra con gli alleati, da cui emerse vincitrice la fazione che intendeva prendere Sparta e rovesciare Nabide. Flaminino rispose a Nabide presentando le proprie condizioni per una tregua di sei mesi tra Sparta e Roma: Nabide doveva rinunciare ad Argo e a tutte le guarnigioni nell'Argolide; concedere la libertà alle città costiere della Laconia e cedere loro la propria flotta; pagare una indennità di guerra per gli otto anni successivi; rinunciare ad ogni alleanza con qualunque città cretese. Nabide respinse queste condizioni, affermando di avere abbastanza provviste per sostenere un assedio.
Flaminino condusse la propria forza di 50 000 uomini contro Sparta e, dopo aver sconfitto gli Spartani in una battaglia fuori le mura cittadine, iniziò l'assedio. Il comandante romano decise di non condurre un assedio prolungato, ma di provare a prendere la città d'assalto. Gli Spartani mantennero inizialmente la posizione contro gli attacchi alleati, ma la loro resistenza fu indebolita dal fatto che i larghi scuta (scudi) romani rendevano i lanci di frecce e pietre poco efficaci. I Romani assaltarono Sparta conquistando le mura, ma la loro avanzata fu difficoltosa a causa della scarsa larghezza delle strade nella periferia della città; le strade divenivano però via via più larghe mano a mano che ci si avvicinava al centro cittadino, e gli Spartani furono costretti ad arretrare. Resosi conto che le sue forze stavano collassando, Nabide tentò di fuggire, ma Pitagora raccolse i propri soldati e ordinò loro di dar fuoco alle costruzioni più vicine alle mura. Le macerie in fiamme furono lanciate contro i soldati alleati che entravano in città, causando loro molte perdite; Flaminino decise allora di ritirare le truppe nei loro accampamenti. In occasione del successivo attacco, gli Spartani resistettero agli assalti romani per tre giorni, prima che Nabide, considerando la situazione disperata, inviasse Pitagora con una offerta di resa. Inizialmente Flaminino si rifiutò di concedere udienza al generale spartano, ma quando questi tornò una seconda volta, il comandante romano si disse disposto ad accettare la resa alle stesse condizioni offerte prima dell'assedio. Il trattato fu poi ratificato dal Senato romano.
Nel frattempo, alla notizia dell'assedio di Sparta, gli Argivi guidati da Archippas si ribellarono contro la guarnigione spartana comandata da Timocrate di Pellene, il quale cedette la cittadella a condizione che tutti gli Spartani della guarnigione potessero lasciare Argo incolumi; in cambio, tutti gli Argivi in servizio nell'esercito di Nabide poterono tornare a casa.

## Conseguenze

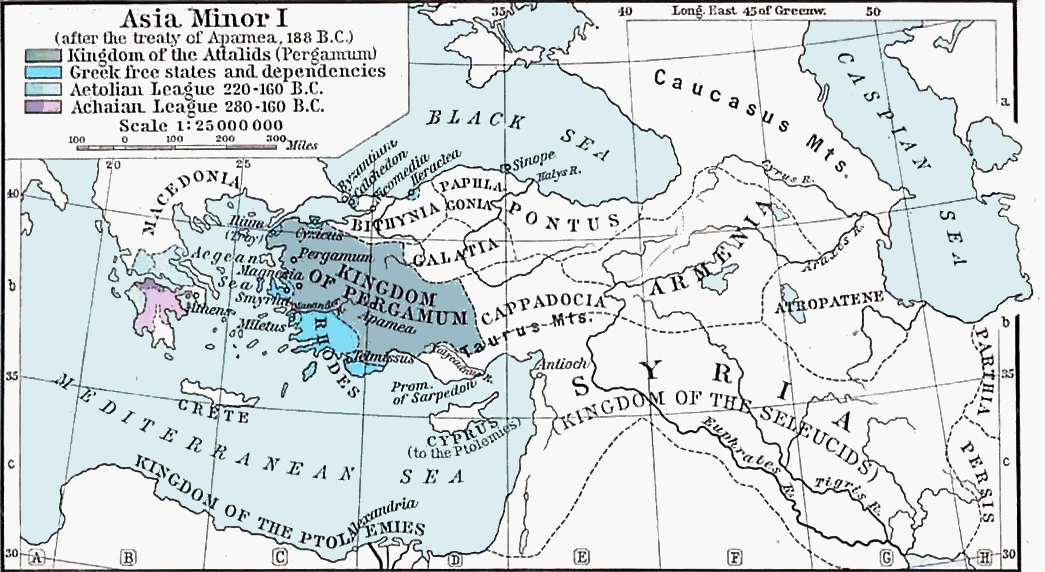
Situazione politica in Grecia e Asia Minore nel 188 a.C., al tramonto dell'indipendenza spartana.

Dopo la guerra, Flaminino si recò ai Giochi di Nemea, ad Argo e dichiarò le poleis libere. Gli Argivi decisero di ritornare nella Lega achea, mentre Flaminino liberò le città costiere della Laconia, ponendole sotto la tutela achea, riunite nel Koinon dei Laconi Liberi, e dando loro ciò che restava della flotta di Sparta. Nabide dovette anche ritirare le guarnigioni spartane dai centri cretesi e revocare le riforme sociali ed economiche che avevano permesso il rafforzamento dell'esercito spartano. I Romani, però, non tolsero il trono a Nabide, in quanto preferivano che una Sparta indipendente, sebbene senza accesso al mare ed effettivamente senza potenza militare, fungesse da contrappeso ad una Lega achea in crescita. La lealtà di Nabide fu garantita dal fatto che il sovrano spartano dovette concedere cinque ostaggi, tra cui il figlio Armenas. Per questa ragione, allo scopo di evitare conflitti interni che dilaniassero Sparta, i Romani non permisero agli esiliati di tornare in patria, sebbene concedessero a tutte le donne sposate ad ex-iloti di raggiungere un precedente marito che fosse in esilio.
Dopo che le legioni romane di Flaminino erano tornate in Italia, gli stati greci furono nuovamente padroni del proprio destino. Le potenze principali erano il Regno di Macedonia, che aveva recentemente perso la seconda guerra macedonica contro la Repubblica romana, gli Etoli, la rafforzata Lega achea e l'indebolita Sparta. Gli Etoli, contrari all'influenza romana negli affari greci, incitarono Nabide a riprendersi i suoi precedenti territori e, conseguentemente, la sua posizione tra le potenze greche. Nabide ricostruì la flotta e rafforzò l'esercito e, nel 192 a.C., mise sotto assedio Gythio. Gli Achei risposero inviando un'ambasciata a Roma chiedendo aiuto, e il Senato romano decise di inviare una flotta al comando del pretore Atilio e una ambasceria guidata da Flaminino, ma, invece di attendere l'arrivo della flotta romana, l'esercito e la flotta achei si diressero su Gythio agli ordini di Filopemene. La flotta achea, sotto il comando di Tisone, fu sconfitta dalla moderna flotta spartana, con la nave ammiraglia achea che fu affondata al primo speronamento; gli Achei non riuscirono a vincere gli Spartani neppure per terra, di fronte a Gythio, e Filopemene fu costretto a ritirarsi a Tegea. In un secondo tentativo, Filopemene penetrò nuovamente in Laconia e, sebbene cadesse in una imboscata, riuscì ad ottenere una vittoria: gli Achei vittoriosi saccheggiarono la Laconia indisturbati per trenta giorni, mentre le truppe spartane rimasero chiuse nelle loro città fortificate. Già i piani per la cattura di Sparta erano stati preparati, quando l'ambasceria romana di Flaminino giunse sul luogo e convinse lo stratega acheo Filopemene a risparmiarla. Nabide decise di accettare lo status quo e si arrese alle stesse condizioni dell'ultimo trattato.
A causa dell'indebolimento dell'esercito spartano, Nabide chiese aiuto agli Etoli, i quali inviarono a Sparta 1 000 fanti e 30 cavalieri scelti al comando di Alessameno. Accadde, però, che mentre Nabide stava assistendo alle esercitazioni del suo esercito, Alessameno gli si gettò contro e lo uccise con la propria lancia; allora le truppe etoli presero possesso del palazzo e iniziarono a saccheggiare la città, ma gli abitanti di Sparta furono in grado di riunirsi e li cacciarono fuori dalla città. Mentre il caos regnava a Sparta, Filopemene entrò in città con l'esercito acheo e fece di Sparta un membro della Lega achea. La polis lacedemone fu autorizzata a mantenere le proprie leggi e il proprio territorio, ma gli esiliati e il loro dominio sui demos militari non furono ripristinati.
Nel 189 a.C., tutti gli ostaggi spartani a Roma, a parte il figlio di Nabide che si era ammalato ed era morto, furono autorizzati a tornare a Sparta. Sofferenti per la mancanza di un accesso al mare e per la presenza, nelle vicinanze, degli esiliati a lei ostili, Sparta attaccò e catturò la città di Las, residenza di molti esiliati e membro del Koinon dei Laconi Liberi. Gli Achei decisero che era giunto il momento di porre fine alla indipendenza spartana per sempre, e chiesero che fossero consegnati i cittadini responsabili dell'attacco, ma questi risposero uccidendo i membri della fazione pro-achea, secedendo dalla Lega e chiedendo protezione ai Romani, i quali, interessati a mantenere uno stato di frazionamento interno nella Lega, non intervennero in alcun modo. Nel 188 a.C. Filopemene penetrò nella Laconia settentrionale con un esercito acheo e con gli esiliati spartani che volevano tornare in città; prima fece massacrare ottanta esponenti anti-achei a Compasio, poi fece distruggere le mura attorno a Sparta fatte erigere da Nabide; infine fece rientrare in città gli esiliati, abolì le leggi spartane e introdusse la legislazione achea. In questo modo Sparta smise di interpretare il ruolo di potenza del mondo greco, mentre la Lega achea estese il proprio dominio su tutto il Peloponneso.